# Хамам

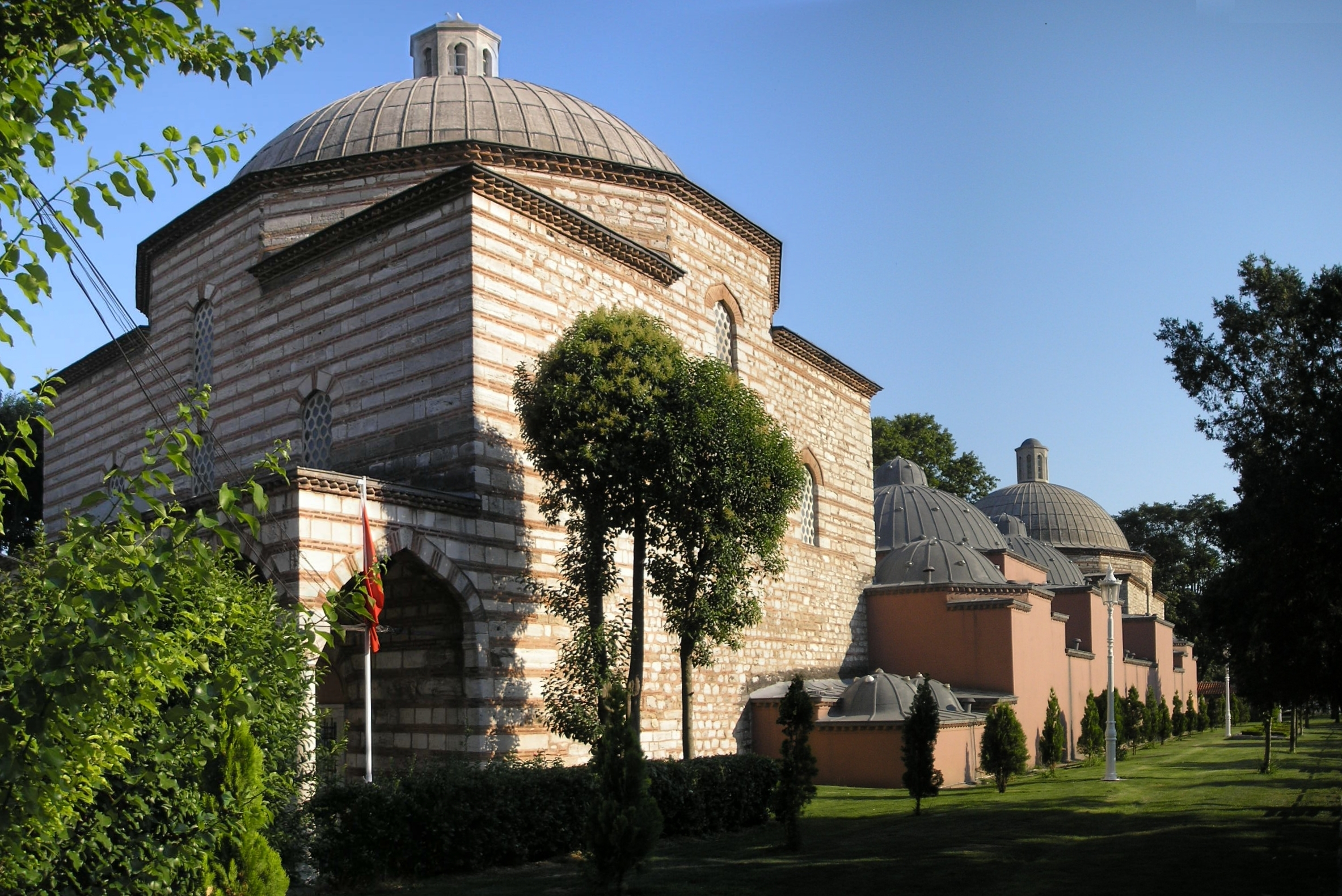
Громадська лазня — Хасекі Хюррем Султан хамам,
побудована в Стамбулі за наказом Роксолани, 2007

Хама́м, хамма́м або ама́м (араб. حمّام) — назва громадських лазень у Туреччині і на Сході.
Hamam в перекладі з турецької  означає ванна кімната або місце для купання. Але не можна називати турків родоначальниками хамамів. Вважається що римські терми були попередниками східних (арабських) купалень, а грецькі лаконікуми (το λουτρό) - попередниками римських. У доісламський період араби купалися лише в проточній воді. Вони вважали  миття у басейнах або ваннах - купанням у своєму ж бруді  
Хоча археологічні знахідки в Харазме, наприклад, показують існування підвалів під будинками, які охолоджувалися водними басейнами, в яких могли купатися жителі 
Із зверненням в іслам ритуальна чистота, за допомогою обмивання тіла, стала вимогою релігійного життя.
Перші згадки про хамам: близько 970 року місцевий будівельник Сагль, син Ахмада, Дагуни-Бухари збудував в Іскаджкате хамам.
В 3-му / 9-му столітті Багдад мав 5000 хамамів, 100 років по тому  - 10 000, але в 6-12 столітті він мав тільки 2000. Проте, в цих цифрах можлива похибка.
Часто саме приміщення хамаму було нижче рівня землі, щоб зберігати тепло взимку або холод влітку. Його дах був навіть в рівень землі.
Мандрівник Ібн Багуна 1326 дає детальний опис хамаму у Багдаді, але він не згадує ніяких прикрас. Проте він прихильно відгукується про дану послугу: «Я ніколи не бачив такої розробки, як усе це, ні в одному місті, окрім Багдада».

### Мароканскі хамами
Можна сказати, що типові східні купальні збереглися в Марокко.
Оскільки Марокко (на відміну від Єгипту або Сирії) ніколи не перебувало під владою Османської імперії, його хамами не є технічно турецькими, хоча в путівниках їх так називають. Ця помилка може бути викликана частково арабським вживанням слова hammam, яке може використовуватися для позначення всіх купалень, в тому числі в турецькому і римському дизайні.

### Турецький хамам
Церемонія в хамамі очищає розум і тіло. Відвідувачі проходять через кімнати з різними температурами. Це важливо, щоб тіло могло поступово звикати до ще вищих температур і вологості. Інтер'єр парний зазвичай виконаний з мармуру, кераміки, мозаїки або каменю.
Різні архітектурні особливості турецького хамаму, але як і його попередник – римський, він складається з трьох основних взаємозв'язаних кімнат: sıcaklık (чи hararet- по-латині caldarium) який є гарячою кімнатою, з боків якої можуть розташовуватися мийні кімнати halvet; тепла кімната lliklik (tepidarium), яка є проміжною кімнатою; і soğukluk, який є прохолодною кімнатою (frigidarium).
У деяких джерелах складові частини хамаму називаються по іншому:
Перша кімната, в яку ви входите, називається «Маслах» і являє собою кімнату відпочинку.
Після цього ви потрапляєте в «Согуклук». Тут температура вже становить від 30 °C до 45 °C.
Сама парна знаходиться в сусідній кімнаті «Халвет» з кімнатною температурою від 50 °C до 60 °C і відносною вологістю від 50% до 65%.
Умивальники висять на стіні хамама, щоб змити тепло або холод.
В середині кімнати знаходиться зона з підігрівом Гебек таши, також звана пупком.
Існували домові (палацові), ритуальні лікувальні й громадські хамами, які крім гігієнічного призначення слугували для здійснення ритуальних обмивань, були своєрідним клубом для спілкування. Поряд зі службовим блоком — цистерни для води, топкової камери, складу палива, приміщення опалювача — громадські хамами включали власне лазні, що поділялись на одинарні та подвійні (з двома відділеннями). Останні складалися з низки розташованих один за одним приміщень: роздягальні (джамкена), передбанника (согуклика), гарячого залу (харарета) і парильні (сикалика), до яких прилягали максури.
Подібні громадські лазні зводились у Боснії та Македонії після турецького завоювання.

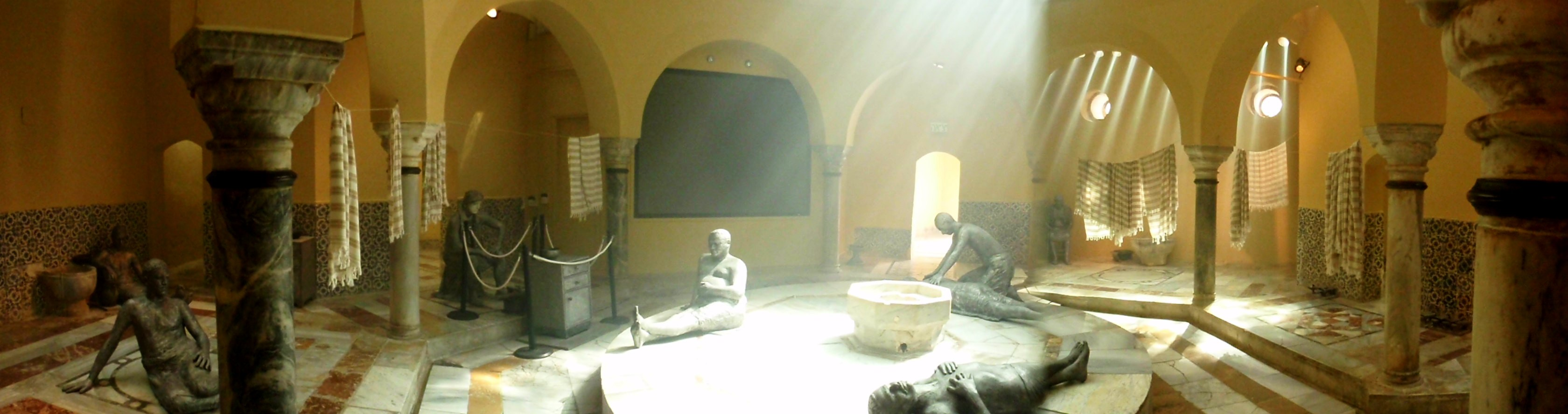
Хамам Аль-Баша в Акко (Галілея), побудований за наказом паші Аль-Джаззара, 2010